# 费尔南多·阿基鲁尔
费尔南多·阿基鲁尔（西班牙語：Fernando Aguilar，1959年7月16日—），阿根廷业余围棋6段，职业为建筑师。
阿基鲁尔1970年开始学习围棋，次年开始随同在南美洲普及围棋的日本著名棋手岩本薰系统学习围棋，但未进入职业棋界。后长期依靠在互联网上对弈以保持水平，并多次代表南美洲参加世界围棋比赛，曾在1982年取得世界业余围棋锦标赛第5名。
2002年，阿基鲁尔在首届丰田杯世界围棋王座战中先后击败日本棋院职业九段长谷川直和杨嘉源，进入八强，创下了非东亚裔业余棋手在世界大赛中的最好成绩，一时有“南半球围棋第一人”的戏称。